# Liste du patrimoine immobilier classé de Farciennes
Cette page regroupe l'ensemble du patrimoine immobilier classé de la ville belge de Farciennes.
| Objet | Année de construction / Architecte | Adresse        | Section communale | Coordonnées                      | Numéro d’inventaire | Illustration              |
| --- | ---------------------------------- | -------------- | ----------------- | -------------------------------- | ------------------- | ------------------------- |
| Façades à rue et toitures de la maison de style Art nouveau sise                                                                             |                                    | Rue Grande, 24 |                   | 50° 25′ 40″ nord, 4° 33′ 10″ est | 52018-CLT-0004-01   | Image manquanteTéléverser |
| Les vestiges de l'ancien château de Farciennes, comprenant les façades et toitures des deux tours et du bâtiment central qui les réunit (M). |                                    |                |                   | 50° 25′ 39″ nord, 4° 33′ 28″ est | 52018-CLT-0005-01   | Château de Farciennes     |